# Gabriele Dobusch

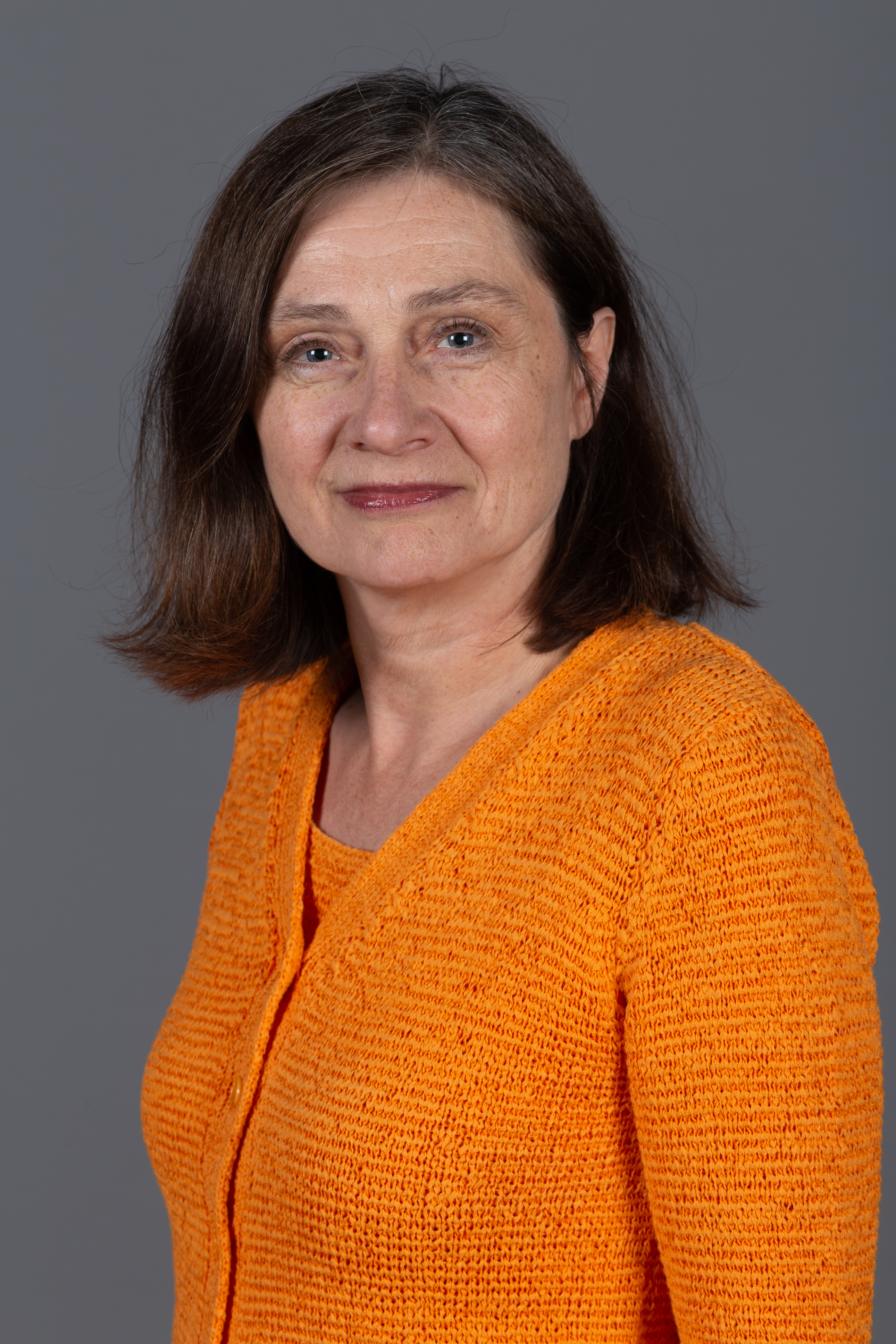
Gabriele Dobusch (2018)

Gabriele (Gabi) Dobusch (* 25. Juli 1958 in Saarbrücken) ist eine deutsche Politikerin der SPD. Sie war von 2008 bis 2025 Mitglied der Hamburgischen Bürgerschaft. Außerdem war sie Landesvorsitzende der Arbeitsgemeinschaft sozialdemokratischer Frauen (ASF) in Hamburg.

## Leben und Beruf
Gabi Dobusch wuchs im Saarland auf und machte 1977 dort das Deutsch-Französischen Abitur. Im Anschluss ging sie für ein Jahr nach London. Sie studierte zunächst in Erlangen-Nürnberg Theaterwissenschaften und Soziologie und ab 1982 in Hamburg Germanistik mit dem Schwerpunkt Medien und Soziologie. Es folgten Tätigkeiten als wissenschaftliche Mitarbeiterin am Institut für Friedensforschung und Sicherheitspolitik (Hamburg), am Medienzentrum der Universität Hamburg sowie Lehraufträge. Zudem war sie Frauenbeauftragte und Betriebsrätin sowie Mitglied bei der Gewerkschaft ver.di (früher: IG Medien). Seit 1997 arbeitet sie als Referentin für Netzprojekte bei dem Büro für Suchtprävention  bzw. Sucht.Hamburg gGmbH der Hamburgischen Landesstelle für Suchtfragen e. V.

## Politik

### Sozialdemokratische Partei Deutschlands
Gabi Dobusch trat 2000 in die SPD ein. Sie ist Mitglied im SPD-Distrikt (Ortsverein) Ottensen, der Teil des Hamburger SPD-Kreisverbands (Unterbezirks) Altona ist. Innerhalb der SPD war sie bis zum Frühjahr 2014 Landesvorsitzende der Arbeitsgemeinschaft Sozialdemokratischer Frauen (ASF) in Hamburg. Gabi Dobusch war seit 2010 die Vertreterin der Länder in der Kommission Gleichstellungspolitik des SPD-Parteivorstandes.

### 19. Wahlperiode der Hamburgischen Bürgerschaft

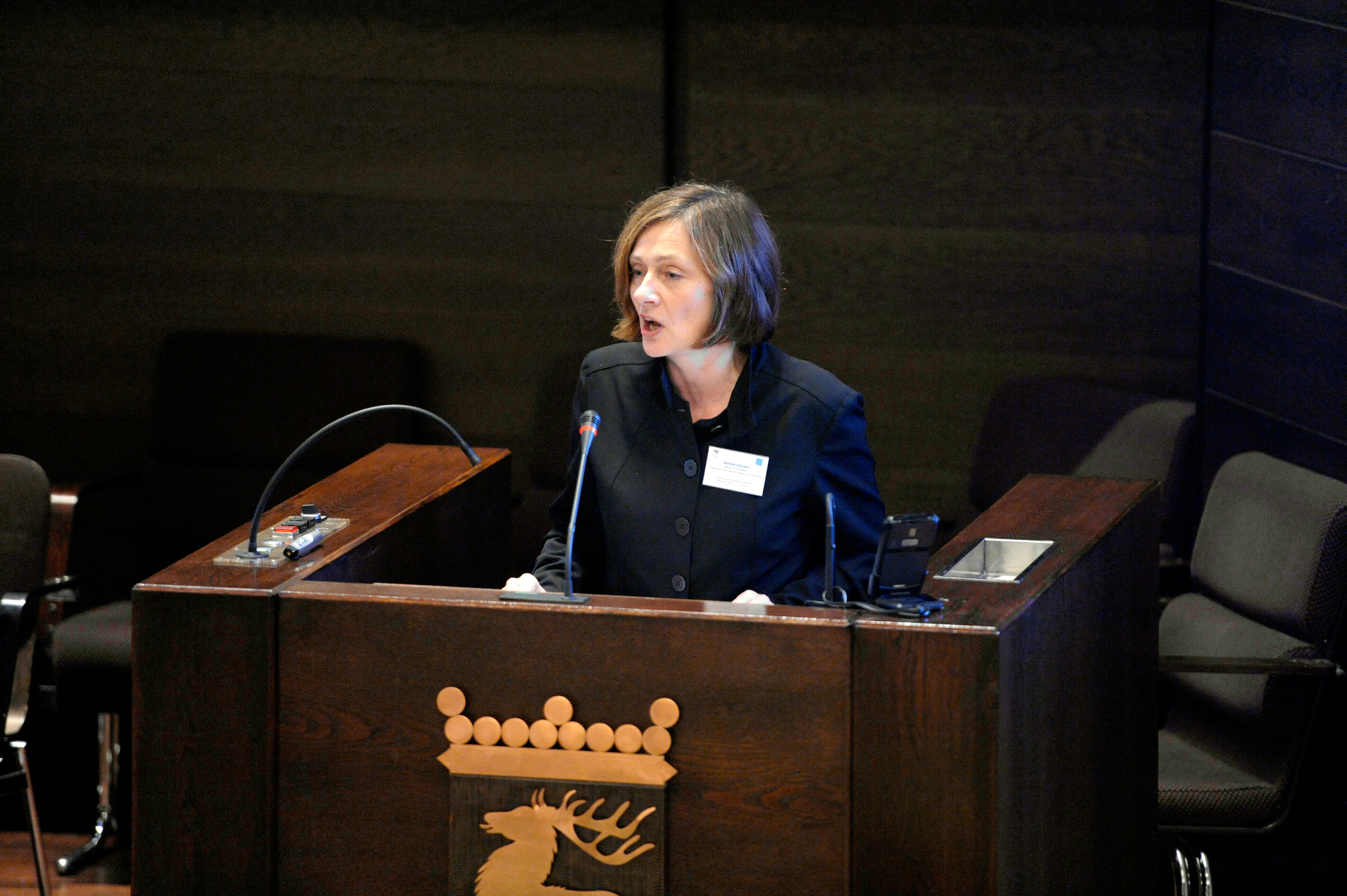
Gabriele Dobusch während der Ostseeparlamentarierkonferenz 2010

Im Februar 2008 konnte sie bei der Bürgerschaftswahl über die Landesliste als Abgeordnete in die Hamburgische Bürgerschaft einziehen. Dobusch wurde Fachsprecherin für Gleichstellung, Lesben und Schwule und damit Nachfolgerin des nicht mehr zur Wahl angetretenen Lutz Johannsen. Im Parlament war sie zudem als Mitglied im Europaausschuss, Kultur-, Kreativwirtschafts- und Tourismusausschuss sowie im Sozial- und Gleichstellungsausschuss. Dobusch gehörte in der 19. Wahlperiode dem Vorstand der SPD-Bürgerschaftsfraktion an. In dieser Zeit engagierte sie sich mehr und mehr im Wahlkreis Altona. Insbesondere an der Rettung des Altonaer Museums vor den Schließungsabsichten des schwarz-grünen Senats war Dobusch beteiligt.

### 20. Wahlperiode der Hamburgischen Bürgerschaft
Bei der Bürgerschaftswahl 2011 kandidierte Dobusch auf Platz 1 der Altonaer Wahlkreisliste der SPD und wurde mit großer Mehrheit erneut in die Bürgerschaft gewählt. In der 20. Wahlperiode war sie stellvertretende Vorsitzende der SPD-Bürgerschaftsfraktion und betreute dort die Bereiche Kultur, Europa, Gleichstellung und Schule. Sie war kulturpolitische Sprecherin ihrer Fraktion und Schriftführerin des Kulturausschusses. Des Weiteren gehörte sie dem Rechts- und Gleichstellungsausschuss, dem Untersuchungsausschuss Elbphilharmonie und als stellvertretendes Mitglied auch wieder dem Ausschuss für Europa und Internationales der Bürgerschaft an.

### 21. Wahlperiode der Hamburgischen Bürgerschaft
Gabi Dobusch kandidierte erneut auf Platz 1 der Altonaer Wahlkreisliste der SPD und wurde wiederum in die Bürgerschaft gewählt. Sie war Mitglied im Fraktionsvorstand und gleichstellungspolitische Sprecherin ihrer Fraktion. Gabi Dobusch war in dieser Legislaturperiode die Vorsitzende des Kulturausschusses, war zunächst noch Mitglied im Europaausschuss und war des Weiteren stellvertretendes Mitglied im Wissenschafts- und Gleichstellungsausschuss sowie im Ausschuss für öffentliche Unternehmen.

### 22. Wahlperiode der Hamburgischen Bürgerschaft
In der 22. Wahlperiode war sie erneut Abgeordnete der Bürgerschaft. 2025 kandidierte sie nicht erneut für die Bürgerschaft.